# Municipio de Clay (condado de Webster)
El municipio de Clay (en inglés: Clay Township) es un municipio ubicado en el condado de Webster en el estado estadounidense de Iowa. En el año 2010 tenía una población de 234 habitantes y una densidad poblacional de 2,51 personas por km².

## Geografía
El municipio de Clay se encuentra ubicado en las coordenadas 42°20′24″N 94°13′21″O / 42.34000, -94.22250. Según la Oficina del Censo de los Estados Unidos, el municipio tiene una superficie total de 93.07 km², de la cual 93,07 km² corresponden a tierra firme y (0 %) 0 km² es agua.

## Demografía
Según el censo de 2010, había 234 personas residiendo en el municipio de Clay. La densidad de población era de 2,51 hab./km². De los 234 habitantes, el municipio de Clay estaba compuesto por el 99,57 % blancos y el 0,43 % eran de una mezcla de razas. Del total de la población el 1,28 % eran hispanos o latinos de cualquier raza.